# Tulio Pizzi
Tulio Pizzi Possi (9 de octubre de 1919 - 15 de agosto de 2005), fue un ajedrecista y médico chileno.

## Resultados destacados en competición
Fue ganador del Campeonato de ajedrez de Chile en el año 1946.

## Médico
Tulio Pizzi Possi se dedicó posteriormente a su profesión de médico-cirujano. Fue profesor en la Pontificia Universidad Católica de Chile, en la Universidad de Chile y miembro del Comité de Expertos en Inmunología de la Organización Mundial de la Salud en Ginebra. Ingresó a la Academia Chilena de Medicina en el año 1986.